# Benzidină
Benzidina, denumită și 4,4'-diamino-1,1'-bifenil, este o amină aromatică cu formula chimică H2N - C6H4 - C6H4 - NH2. Are un aspect cristalin gri-galben, alb sau gri-roșu. Este solubilă în apă caldă, alcool, eter, puțin solubilă în apă rece și este inflamabilă. Unii derivați sunt utilizați în sinteza chimică a coloranților.
Nocivitate: Foarte toxic prin ingestie, inhalare, absorbție prin piele. Este asociată cu apariția cancerului vezical și pancreatic.

## Obținere
- Prin reducerea nitrobenzenului cu praful de zinc într-o soluție alcalină, urmată de distilare;
- Prin electroliza nitrobenzenului, urmată de distilare;
- Prin nitrare difenilului, urmată de reducere produsului cu praf de zinc într-o soluție alcalină, cu distilare ulterioară.

## Utilizări
- sinteza organică;
- fabricarea de vopsele, în special roșu de Congo
- detectarea petelor de sânge
- colorant în microscopie
- reactiv analitic pentru Pb, Ce, Pt, W
- agent de întărire în prepararea cauciucului